# Im Feuer der Schiffskanonen
Im Feuer der Schiffskanonen est un film allemand muet réalisé par Walter Schmidthässler, sorti en 1915. 

## Synopsis
Inconnu.

## Fiche technique
- Titre original : Im Feuer der Schiffskanonen
- Réalisation :Walter Schmidthässler
- Scénario : Walter Schmidthässler
- Sociétés de production : Imperator-Film
- Pays de production :  Empire allemand
- Format : Noir et blanc - Muet
- Dates de sortie : 
  - Empire allemand : 1915

## Distribution
- Ernst A. Becker
- Lia Borré
- Traute Carlsen
- Rolf Müller
- Kurt Vespermann
- Walter Wassermann